# أحمد أباد (خلخال)
أحمد أباد هي قرية في مقاطعة خلخال، إيران. يقدر عدد سكانها بـ 38 نسمة بحسب إحصاء 2016.